# Barronopsis
Genre
Barronopsis est un genre d'araignées aranéomorphes de la famille des Agelenidae.

## Distribution
Les espèces de ce genre se rencontrent aux États-Unis et aux Antilles.

## Liste des espèces
Selon World Spider Catalog (version 17.0, 31/05/2016) :
- Barronopsis arturoi Alayón, 1993
- Barronopsis barrowsi (Gertsch, 1934)
- Barronopsis floridensis (Roth, 1954)
- Barronopsis jeffersi (Muma, 1945)
- Barronopsis pelempito Alayón, 2012
- Barronopsis stephaniae Stocks, 2009
- Barronopsis texana (Gertsch, 1934)

## Publication originale
- Chamberlin & Ivie, 1941 : North American Agelenidae of the genera Agelenopsis, Calilena, Ritalena and Tortolena. Annals of the Entomological Society of America, vol. 34, p. 585-628.